# دنيس براون (لاعب كرة قدم أمريكية)
دنيس براون (بالإنجليزية: Dennis Brown)‏ هو لاعب كرة قدم أمريكية أمريكي، ولد في 6 نوفمبر 1967 في لوس أنجلوس في الولايات المتحدة.

## وصلات خارجية
- دينيس براون على موقع مرجع كرة القدم المحترفة.كوم (الإنجليزية)